# The Hollywood All-Star Sessions
The Hollywood All-Star Sessions est un coffret de cinq disques compacts d'Art Pepper. Il n'est pas inclus dans la chronologie des albums d'Art Pepper puisqu'il ne s'agit pas d'un de ses disques en leader mais de sessions du Bill Watrous Quintet, du Jack Sheldon Quintet, du Pete Jolly Quartet, du Sonny Stitt Quintet, du Shelly Manne Sextet et du Lee Konitz Quartet.

## Le coffret
Le premier album est enregistré en mars 1979 au moment où le comeback d'Art Pepper était devenu une réalité. Son autobiographie, Straight Life sort fin 79 et lui apporte une certaine notoriété internationale. Tout ceci lui permettant enfin de tourner et d'enregistrer librement comme il l'avait toujours rêvé. Art vient de signer avec le label Galaxy Records de Fantasy Records en septembre 1978 et a enregistré Today en décembre. Son contrat l'empêche d'enregistrer pour d'autres labels, mais il peut en revanche enregistrer en sideman. Il est alors approché par Mariko Ohmura qui veut l'enregistrer pour le label Atlas et la vérité a été arrangée pour permettre ces sessions. En réalité Art Pepper est le leader de toutes ces sessions, il choisit les musiciens et les prises.
Le producteur, Mr. Ishihara et son équipe souhaitaient enregistrer des icônes du Jazz West Coast, les faisant enregistrer des thèmes qu'ils jouaient à l'époque des Fifties.
Le premier album s'intitulait alors Funk'N Fun: Bill Watrous And His West Coast Friends (YJ25-7024). Bill Watrous propose P. Town et écrit et amène For Art's Sake. Funny Blues a été enregistré auparavant par Art Pepper avec Russ Freeman en 1956 (voir The Return Of Art Pepper).
La seconde session est enregistrée avec Jack Sheldon et était originellement intitulée Angel Wings: Jack Sheldon And His West Coast Friends (LA27-1001). Le pianiste est Milcho Leviev, un dissident bulgare amené aux États-Unis par Don Ellis. Il sera un des pianistes d'Art en particulier sur sa première vraie tournée japonaise.
La troisième session, une semaine plus tard, est sortie à l'origine sous le nom Strike Up The Band: Pete Jolly And His West Coast Friends (LA27-1003). Y.I. Blues est un hommage au producteur Yasuyuki Ishihara.
La quatrième session est enregistrée cinq mois plus tard, toujours au Sage & Sound Studios et associe Art Pepper avec Sonny Stitt. Cette session n'est pas la meilleure de la série. Cela est dû à plusieurs raisons. Art, impressionné de devoir jouer avec un autre altoiste du calibre de Sonny Stitt se met beaucoup la pression avant la session. Il se coupe le majeur deux jours avant. Ensuite, un "fan" se présente au studio et donne de la drogue et de l'alcool à Art Pepper. Enfin, un contexte purement bebop n'est pas vraiment favorable à Art Pepper qui a toujours navigué entre les styles.
Voici ce qu'Art Pepper dit de Sonny et de leur première rencontre en concert:

« ...He played for an hour maybe, did everything that could be done on a saxophone, everything you could play, as much as Charlie Parker could have played if he'd been there. Then he stopped. And he looked at me. Gave me one of those looks. "All right, suckah, your turn." And it's my job; it's my gig. I was strung out. I was hooked. I was drunk. I was having a hassle with my wife, Diane, who'd threatened to kill herself in our hotel room next door. I had marks on my arm. I thought there were narcs in the club, and I all of a sudden realized that it was me. He'd done all those things and now I had to put up or shut up or get off or forget it or quit or kill myself or do something.
I forgot everything, and everything came out. I played way over my head. I played completely different than he did. I searched and found my own way and what I said reached the people. I played myself, and I knew I was right, and the people loved it, and they felt it. I blew and I blew and when I finally finished I was shaking all over; my heart was pounding; I was soaked in sweat, and the people were screaming; the people were clapping, and I looked at Sonny, but I just kind of nodded, and he went, "All right." And that was it. That's what it's all about.
...Il joua alors pendant une heure à peu près, fit tout ce qu'il était possible de faire avec un saxophone, tout ce que tu pouvais jouer, tout ce que Charlie Parker aurait pu jouer s'il avait été là. Et il s'arrêta. Et il me regarda. Il me fit un de ces regards. "OK, nullard, à ton tour." Et c'est mon boulot, mon concert. J'étais sur la corde raide. J'étais drogué. J'étais saoul. Je venais de m'engueuler avec ma femme, Diane, qui avait menacé de se tuer dans la chambre de l'hôtel d'à côté. J'avais des marques sur mon bras. Je pensais que les stups étaient dans le club, et tout à coup je réalisais que c'était à moi. Il avait fait tous ces trucs et maintenant il fallait que je combatte ou que je la ferme ou que je parte ou que j'oublie ou que je démissionne ou que je me tue ou que je fasse quelque chose.
J'ai tout oublié, et tout est venu. J'ai joué sans y penser. J'ai joué complètement différemment de ce qu'il avait fait. J'ai cherché et trouvé ma propre voie et ce que j'ai dit alors a atteint les gens. J'ai joué à ma façon, et je sais que j'avais raison, et les gens ont adoré, et ils l'ont ressenti. J'ai soufflé et j'ai soufflé et quand j'ai eu enfin fini, je tremblais; mon cœur battait à tout rompre ; j'étais en sueur, et les gens criaient; les gens applaudissaient, et j'ai regardé Sonny, mais j'ai juste fait un petit signe de tête, et lui a dit, "OK." Et c'était tout. C'est tout ce qu'il s'est passé. »

— Art Pepper, Straight Life, cité dans les liner notes de l'album, Laurie Pepper, 2001
La session sortira sous le nom Groovin' High: Sonny Stitt And And His West Coast Friends (LA27-1004).
La session suivante, Atlas Blues, Blow! & Ballads: Sonny Stitt And His West Coast Friends (LA27-1007) toujours avec Sonny Stitt n'est cette fois plus une session "bebop". Le doigt d'Art était soigné, le "fan" interdit de studio et les accompagnateurs, Russ Freeman et John Heard plus proche de l'univers d'Art Pepper.
La session 5 enregistrée à peu près un an plus tard, en mai 1981 sortira sous le nom Hollywood Jam: Shelly Manne And His Hollywood All Stars (LA27-1012).
Enfin la dernière session, High Jingo: Lee Konitz And His West Coast Friends (LA27-1016) met Lee Konitz à l'honneur à la grande joie d'Art Pepper. Lee Konitz choisit majoritairement les morceaux et Art Pepper la section rythmique. On peut y entendre Art à la clarinette sur The Shadow Of Your Smile.
La session Art/Lee sera la dernière des sessions Atlas. Cinq mois plus tard, en juin 1982, Art Pepper sera victime d'une hémorragie cérébrale.
Ce coffret permet d'entendre Art Pepper pour la seule et unique fois avec deux autres saxophonistes alto majeurs, Sonny Stitt et Lee Konitz, et avec ses amis de longue date (Sheldon, Freeman, Jolly, Cooper, Manne).

## Titres
- CD1
  - 01. Just Friends 05:32
  - 02. Begin The Beguine 06:50
  - 03. For Art's Sake 04:55
  - 04. Funny Blues 07:03
  - 05. Angel Eyes 06:47
  - 06. P. Town 06:35
  - 07. Funny Blues (Alternate) 07:31
  - 08. Angel Eyes (Alternate) 06:14
  - 09. Angel Wings 05:20
  - 10. Softly, as in a Morning Sunrise 05:17
  - 11. You'd Be So Nice To Come Home To 06:48
  - 12. Jack's Blues 05:09

- CD2
  - 01. Broadway 06:11
  - 02. Historia de un amor 07:46
  - 03. Minority 06:20
  - 04. You'd Be So Nice To Come Home To (Alternate) 05:43
  - 05. Broadway (Alternate) 04:22
  - 06. Strike Up The Band 05:09
  - 07. You Go To My Head 04:38
  - 08. I Surrender, Dear 07:39
  - 09. Y.I. Blues 06:10
  - 10. Night and Day 10:00
  - 11. Everything Happens To Me 06:00

- CD3
  - 01. Out Of Nowhere 06:54
  - 02. Y.I. Blues (Alternate) 04:47
  - 03. Scrapple From The Apple 06:40
  - 04. Wee 06:32
  - 05. Bernie's Tune 08:40
  - 06. How High The Moon 08:42
  - 07. Walkin' 05:56
  - 08. Groovin' High 06:07
  - 09. Groovin' High (Alternate, Previously Unreleased 06:10

- CD4
  - 01. Atlas Blues 09:34
  - 02. Lester Leaps In 11:25
  - 03. My Funny Valentine 05:35
  - 04. Imagination 05:57
  - 05. Just Friends 07:08
  - 06. These Foolish Things (Remind Me of You) 06:01
  - 07. Hollywood Jam Blues 07:24
  - 08. Lover, Come Back To Me 06:16
  - 09. Limehouse Blues 08:36

- CD5
  - 01. I'm Getting Sentimental Over You 06:45
  - 02. I'm Getting Sentimental Over You (Alternate) 10:26
  - 03. S'Wonderful 06:43
  - 04. Whims Of Chambers 06:57
  - 05. A Minor Blues In F 07:50
  - 06. High Jingo 04:24
  - 07. The Shadow Of Your Smile 05:38
  - 08. Anniversary Song 06:38
  - 09. Cherokee 04:44
  - 10. S'Wonderful (Alternate) 06:15
  - 11. Whims Of Chambers (Alternate, Previously Unreleased) 06:38

## Personnel
- Art Pepper (as) avec

- - CD 1, #1-8 (Session 1) : Bill Watrous (tb), Russ Freeman (p), Bob Magnusson (b), Carl Burnett (d).
  - CD 1, #9-12, CD 2, #1-5 (Session 2) : Jack Sheldon (tp), Milcho Leviev (p), Tony Dumas (b), Carl Burnett (d).
  - CD 2, #6-11, CD 3, #1-3 (Session 3) : Pete Jolly (p), Bob Magnusson (b), Roy McCurdy (Batterie).
  - CD 3, #3-9 (Session 4) : Sonny Stitt (as), Lou Levy (p), Chuck Domanico (b), Carl Burnett (d).
  - CD 4, #1-4 (Session 4) : Sonny Stitt (as, ts sur Lester Leaps In), Russ Freeman (p), John Heard (b), Carl Burnett (d), Art Pepper joue du ts sur Lester Leaps In.
  - CD 4, #5-9, CD 5, #1-2 (Session 5) : Bill Watrous (tb), Bob Cooper (ts), Pete Jolly (p), Monty Budwig (b), Shelly Manne (d).
  - CD 5, #3-11 (Session 6) : Lee Konitz (as), Mike Lang (p), Bob Magnusson (b), John Dentz (d), Art Pepper joue de la cl sur The Shadow Of Your Smile.

## Dates et lieux
- Sage & Sound Studios, Hollywood,  Californie, 26 mars 1979, 27 mars 1979, 21 février 1980, 22 février 1980, 26 février 1980, 27 février 1980, 28 juillet 1980, 29 juillet 1980, 30 juillet 1980, 31 juillet 1980, 4 mai 1981, 18 janvier 1982, 19 janvier 1982